# 존 뉴컴
존 데이비드 뉴컴(John David Newcombe, 1944년 5월 23일~)은 전 세계 랭킹 1위였던 오스트레일리아의 테니스 선수이다.

## 일대기
타고난 운동선수였던 뉴컴은 어린 시절부터 다양한 스포츠를 즐겼다. 그는 1961, 1962, 1963년에 오스트레일리아 주니어 테니스 챔피언이 되었으며 1964년에는 데이비스 컵 국가대표팀에 합류하여 이 해 오스트레일리아의 우승을 도왔다. 1965년에는 호주 챔피언십 복식에 동료 오스트레일리아 선수인 토니 로체와 함께 출전하여 생애 첫 그랜드 슬램 우승컵을 거머쥐었다. 이 복식팀은 같은 해 윔블던 복식에서도 우승했다. 이들은 이후에도 계속 복식팀을 이루어 호주 챔피언십에서 3회, 윔블던에서 4회 더 우승했으며, 이에 더해 US 챔피언십에서 1회(1967년), 프랑스 챔피언십에서 1회(1967년), 그리고 프랑스 오픈에서 1회(1969년) 우승했다. 이들은 그랜드 슬램 복식에서 총 12회 우승하여 지금까지 테니스 역사상 가장 많은 우승을 기록한 복식팀으로 남아있다. 단식에서는 호주 오픈에서 2회, 윔블던에서 3회, US 오픈에서 2회 우승했다.
랜스 팅게이(Lance Tingay)의 랭킹 산정에 따르면 그는 1967년 아마추어 세계 랭킹 1위가 되었다.(프로 랭킹 1위는 로드 레이버) 오픈 시대가 되면서, 뉴컴은 1970년과 1971년 통합 세계 랭킹 1위가 되었다.
강력한 서브 앤 발리는 그의 공격적인 게임 전략의 주축이었다. 그는 세컨 서브에서도 자주 에이스를 기록하여 상대 선수를 당황하게 만들곤 했다.